# 미네선
미네선(일본어: 美祢線)은 일본 야마구치현 산요오노다시의 아사역부터 나가토시의 나가토시역을 잇는 서일본 여객철도의 간선 철도 노선이다.

## 노선 정보
- 관할 · 노선 거리 (영업 거리) : 46.0 km
  - 서일본 여객철도 (제1종 철도사업자) :
    - 아사 역 - 나가토시 역 간 : 46.0 km

  - 일본화물철도 (제2종 철도사업자) :
    - 아사 역 - 시게야스 역 간 : 22.3 km
- 궤간 : 1067mm
- 역 수 : 12
  - 미네 선 소속 역으로 한정된 경우, 산요 본선 소속의 아사 역 및 산인 본선 소속의 나가토시 역을 제외하면 10역이 된다.
- 복선화 구간 : 없음 (전 구간 단선)
- 전철화 구간 : 없음 (전 구간 비 전철화)
- 폐색 방식 : 특수 자동 폐색식
- 최고 속도 : 85 km/h
- 운전 지령소 : 히로시마 종합 지령소 아사 파출

## 역 목록
| 역명            | 일어 역명    | 역간 거리 | 영업 거리 | 접속 노선                                         | 소재지       |
| --------------- | ------------ | --------- | --------- | ------------------------------------------------- | ------------ |
| 아사            | 厚狭         | -         | 0.0       | 서일본 여객철도 산요 신칸센 · 산요 본선           | 산요오노다시 |
| 가모노쇼 신호장 | 鴨ノ庄信号場 | -         | 2.0       |                                                   | 산요오노다시 |
| 유노토          | 湯ノ峠       | 4.2       | 4.2       |                                                   | 산요오노다시 |
| 아쓰            | 厚保         | 6.0       | 10.2      |                                                   | 미네시       |
| 시로가하라      | 四郎ヶ原     | 3.0       | 13.2      |                                                   | 미네시       |
| 미나미오미네    | 南大嶺       | 3.7       | 16.9      |                                                   | 미네시       |
| 미네            | 美祢         | 2.5       | 19.4      |                                                   | 미네시       |
| 시게야스        | 重安         | 2.9       | 22.3      |                                                   | 미네시       |
| 오후쿠          | 於福         | 4.9       | 27.2      |                                                   | 미네시       |
| 시부키          | 渋木         | 9.9       | 37.1      |                                                   | 나가토시     |
| 나가토유모토    | 長門湯本     | 3.9       | 41.0      |                                                   | 나가토시     |
| 이타모치        | 板持         | 2.3       | 43.3      |                                                   | 나가토시     |
| 나가토시        | 長門市       | 2.7       | 46.0      | 서일본 여객철도 산인 본선 · 산인 본선 센자키 지선 | 나가토시     |